# Władimir Kozłow (lekkoatleta)
Władimir Kozłow (ur. 15 marca 1994) – rosyjski lekkoatleta specjalizujący się w trójskoku.
W 2013 zdobył w Rieti brązowy medal  mistrzostw Europy juniorów. 
Rekordy życiowe: stadion – 15,85 (21 lipca 2013, Rieti); hala – 15,09 (12 lutego 2012, Wołgograd).   

## Osiągnięcia
| Rok  | Impreza                     | Miejsce | Pozycja    | Wynik |
| ---- | --------------------------- | ------- | ---------- | ----- |
| 2013 | Mistrzostwa Europy juniorów | Rieti   | 3. miejsce | 15,85 |